# Федотов, Василий Григорьевич
Васи́лий Григо́рьевич Федо́тов (27 апреля 1919, Большое Чуфарово, Пензенская губерния — 18 октября 1983, Саранск, РСФСР, СССР) — советский военнослужащий, старшина, полный кавалер Ордена Славы.

## Биография
Родился 27 апреля 1919 года в селе Большое Чуфарово (ныне — в Ромодановском районе Республики Мордовия). Работал трактористом на МТС в селе Михайловка Хвалынского района Саратовской области.
В Красной Армии с 1940 года. В боях Великой Отечественной войны с июня 1941 года. Боевой путь начал в стрелковом полку в Молдавии. Попал в окружение, потом в плен. Бежал и вышел к своим. С 1942 года вновь в действующей армии. Воевал на Западном, Брянском, Центральном, Белорусском, 1-м и 2-м Белорусских фронтах. Участвовал в сражении на Курской дуге. За умелые боевые действия под городом Сухиничи получил первую награду — медаль «За отвагу». К лету 1944 года старший сержант Федотов — командир расчета 82-мм миномета 755-го стрелкового полка 217-й стрелковой дивизии.
30 июня 1944 года в бою у деревни Малая Горожка старший сержант Федотов метким огнём подавил 2 пулеметные точки противника, разбил 5 повозок с военным имуществом и поразил до 10 противников.
Приказом от 21 июля 1944 года старший сержант Федотов Василий Григорьевич награждён орденом Славы 3-й степени.
3 сентября 1944 года при прорыве обороны противника близ деревни Чесин старший сержант Федотов подавил 5 огневых точек и истребил свыше 10 солдат, чем обеспечил подразделению продвижение вперед.
Приказом от 26 сентября 1944 года старший сержант Федотов Василий Григорьевич награждён орденом Славы 2-й степени.
15 января 1945 года в бою в районе деревни Маковицы старший сержант Федотов, командуя расчетом, подавил 2 огневые точки противника, чем содействовал успеху наступления.
Указом Президиума Верховного Совета СССР от 24 марта 1945 года за исключительное мужество, отвагу и бесстрашие в боях с вражескими захватчиками старший сержант Федотов Василий Григорьевич награждён орденом Славы 1-й степени. Стал полным кавалером ордена Славы.
Участник парада Победы на Красной площади в июне 1945 года.
В 1946 году старшина Федотов был демобилизован. Вернулся на родину. Жил в селе Левжа Рузаевского района Мордовии. Работал в органах МВД. В 1951 году ухал на Дальний Восток, жил в Приморском крае, работал в рыболовецкой артели. В 1967 году вернулся домой, жил в столице Мордовии городе Саранске. Работал рабочим опытно-производственного хозяйства «Ялга» Мордовской сельскохозяйственной опытной станции. Скончался 18 октября 1983 года.
Награждён орденами Славы 3-х степеней, медалями, в том числе «За отвагу».